# Tour de Catalogne 1965
Le Tour de Catalogne 1965 est la 45e édition du Tour de Catalogne, une course cycliste par étapes en Espagne. L'épreuve se déroule sur 8 étapes du 12 au 19 septembre 1965 sur un total de 1114,0 km. Le vainqueur final est l'Espagnol Antonio Gómez del Moral de l'équipe Kas, devant Carlos Echeverría et Roberto Poggiali.

## Étapes
| Étape | Date         | Parcours                                          | km    | Vainqueur d’étape       | Leader du classement général |
| ----- | ------------ | ------------------------------------------------- | ----- | ----------------------- | ---------------------------- |
| 1     | 12 septembre | Tortosa – Tortosa clm/duo                         | 79,0  | V. Uriona - F. Gabica   | Valentín Uriona              |
| 2     | 13 septembre | Tortosa – Tarragone                               | 149,0 | Remo Stefanoni          | Carlos Echeverría            |
| 3     | 14 septembre | Tarragone – Lleida                                | 112,0 | Imerio Massignan        | Carlos Echeverría            |
| 4     | 15 septembre | Lleida - Sant Julià de Lòria (AND)                | 150,0 | João Roque              | Antonio Gómez del Moral      |
| 5a    | 16 septembre | La Rabassa (AND) (clm)                            | 6,0   | 3 cyclistes ex æquo     | Antonio Gómez del Moral      |
| 5b    | 16 septembre | Sant Julià de Lòria (AND) - Olot                  | 161,0 | Roberto Poggiali        | Antonio Gómez del Moral      |
| 6a    | 17 septembre | Olot - La Bisbal d'Empordà                        | 114,0 | Willy Monty             | Antonio Gómez del Moral      |
| 6b    | 17 septembre | La Bisbal d'Empordà - Sant Feliu de Guíxols (clm) | 38,0  | Antonio Gómez del Moral | Antonio Gómez del Moral      |
| 7a    | 18 septembre | Sant Feliu de Guíxols - Vallpineda                | 180,0 | Willy Monty             | Antonio Gómez del Moral      |
| 7b    | 18 septembre | Vallpineda – Castelldefels                        | 57,0  | Ramón Sáez              | Antonio Gómez del Moral      |
| 8     | 19 septembre | Castelldefels - Barcelone                         | 68,0  | Valentín Uriona         | Antonio Gómez del Moral      |

### 1reétape[1]
12-09-1965: Tortosa – Tortosa, 79,0 km : clm en duo 
|   | Cyclistes                          | Équipe | Temps           |
| - | ---------------------------------- | ------ | --------------- |
| 1 | V. Uriona - F. Gabica              | Kas    | 3 h 40 min 24 s |
| 2 | A. Gómez del Moral - C. Echeverría | Kas    | +1 min 56 s     |
| 3 | M. Martín Piñera - J. Uribezubia   | Kas    | +2 min 59 s     |

|   | Cycliste          | Équipe | Temps           |
| - | ----------------- | ------ | --------------- |
| 1 | Valentín Uriona   | Kas    | 1 h 50 min 12 s |
| 2 | Francisco Gabica  | Kas    | m.t.            |
| 3 | Carlos Echeverría | Kas    | + 58 s          |

### 2eétape[2]
13-09-1965: Tortosa – Tarragone, 149,0 km :
|   | Cycliste         | Équipe           | Temps           |
| - | ---------------- | ---------------- | --------------- |
| 1 | Remo Stefanoni   | Ignis            | 3 h 45 min 40 s |
| 2 | José Segú        | AC Montjuïc-Tedi | m.t.            |
| 3 | Imerio Massignan | Ignis            | m.t.            |

|   | Cycliste                | Équipe               | Temps           |
| - | ----------------------- | -------------------- | --------------- |
| 1 | Carlos Echeverría       | Kas                  | 5 h 36 min 50 s |
| 2 | Antonio Gómez del Moral | Kas                  | m.t.            |
| 3 | Ginés García            | Inuri-Margnat Paloma | + 1 min 15 s    |

### 3eétape[2]
14-09-1965: Tarragone – Lleida, 112,0 km :
|   | Cycliste            | Équipe | Temps           |
| - | ------------------- | ------ | --------------- |
| 1 | Imerio Massignan    | Ignis  | 2 h 56 min 54 s |
| 2 | José Luis Talamillo | Olsa   | m.t.            |
| 3 | Remo Stefanoni      | Ignis  | m.t.            |

|   | Cycliste                | Équipe               | Temps           |
| - | ----------------------- | -------------------- | --------------- |
| 1 | Carlos Echeverría       | Kas                  | 8 h 33 min 44 s |
| 2 | Antonio Gómez del Moral | Kas                  | m.t.            |
| 3 | Ginés García            | Inuri-Margnat Paloma | + 1 min 15 s    |

### 4eétape[3]
15-09-1965: Lleida - Sant Julià de Lòria, 150,0 km :
|   | Cycliste                | Équipe                   | Temps           |
| - | ----------------------- | ------------------------ | --------------- |
| 1 | João Roque              | Olsa                     | 3 h 59 min 41 s |
| 2 | Willy Monty             | Pelforth-Sauvage-Lejeune | + 24 s          |
| 3 | Antonio Gómez del Moral | Kas                      | m.t.            |

|   | Cycliste                | Équipe               | Temps            |
| - | ----------------------- | -------------------- | ---------------- |
| 1 | Antonio Gómez del Moral | Kas                  | 12 h 33 min 49 s |
| 2 | Carlos Echeverría       | Kas                  | + 3 min 23 s     |
| 3 | Ginés García            | Inuri-Margnat Paloma | + 4 min 38 s     |

### 5eétape[4]
16-09-1965: (5A La Rabassa 6 km clm) et (5B Sant Julià de Lòria - Olot 161 km):
|   | Cycliste           | Équipe | Temps       |
| - | ------------------ | ------ | ----------- |
| 1 | Francisco Gabica   | Kas    | 16 min 21 s |
| 1 | Joao Peixoto Alves | Olsa   | m.t.        |
| 1 | Ventura Díaz       | Olsa   | m.t.        |

|   | Cycliste         | Équipe                   | Temps           |
| - | ---------------- | ------------------------ | --------------- |
| 1 | Roberto Poggiali | Ignis                    | 4 h 04 min 52 s |
| 2 | André Foucher    | Pelforth-Sauvage-Lejeune | m.t.            |
| 3 | Joseph Carrara   | Pelforth-Sauvage-Lejeune | + 7 s           |

|   | Cycliste                | Équipe | Temps           |
| - | ----------------------- | ------ | --------------- |
| 1 | Antonio Gómez del Moral | Kas    | 4 h 21 min 28 s |
| 2 | Imerio Massignan        | Ignis  | + 17 s          |
| 3 | Roberto Poggiali        | Ignis  | + 18 s          |

|   | Cycliste                | Équipe               | Temps            |
| - | ----------------------- | -------------------- | ---------------- |
| 1 | Antonio Gómez del Moral | Kas                  | 16 h 55 min 17 s |
| 2 | Carlos Echeverría       | Kas                  | + 5 min 27 s     |
| 3 | Ginés García            | Inuri-Margnat Paloma | + 5 min 38 s     |

### 6eétape[6]
17-09-1965: (6A Olot - La Bisbal d'Empordà 114 km) et (6B La Bisbal d'Empordà - Sant Feliu de Guíxols 38 km clm):
|   | Cycliste      | Équipe                   | Temps           |
| - | ------------- | ------------------------ | --------------- |
| 1 | Willy Monty   | Pelforth-Sauvage-Lejeune | 2 h 46 min 41 s |
| 2 | Johny Schleck | Pelforth-Sauvage-Lejeune | + 24 s          |
| 3 | Ramón Sáez    | Inuri-Margnat Paloma     | m.t.            |

|   | Cycliste                | Équipe | Temps       |
| - | ----------------------- | ------ | ----------- |
| 1 | Antonio Gómez del Moral | Kas    | 51 min 01 s |
| 2 | Francisco Gabica        | Kas    | + 28 s      |
| 3 | Valentín Uriona         | Kas    | + 37 s      |

|   | Cycliste                | Équipe | Temps           |
| - | ----------------------- | ------ | --------------- |
| 1 | Antonio Gómez del Moral | Kas    | 3 h 38 min 06 s |
| 2 | Francisco Gabica        | Kas    | + 28 s          |
| 3 | Valentín Uriona         | Kas    | + 37 s          |

|   | Cycliste                | Équipe | Temps            |
| - | ----------------------- | ------ | ---------------- |
| 1 | Antonio Gómez del Moral | Kas    | 20 h 33 min 23 s |
| 2 | Carlos Echeverría       | Kas    | + 6 min 18 s     |
| 3 | Roberto Poggiali        | Ignis  | + 7 min 02 s     |

### 7eétape[7]
18-09-1965: (7A Sant Feliu de Guíxols - Vallpineda 180 km) et (7B Vallpineda – Castelldefels 57 km):
|   | Cycliste          | Équipe                   | Temps           |
| - | ----------------- | ------------------------ | --------------- |
| 1 | Willy Monty       | Pelforth-Sauvage-Lejeune | 5 h 22 min 40 s |
| 2 | Adriano Passuello | Ignis                    | m.t.            |
| 3 | Imerio Massignan  | Ignis                    | m.t.            |

|   | Cycliste          | Équipe               | Temps           |
| - | ----------------- | -------------------- | --------------- |
| 1 | Ramón Sáez        | Inuri-Margnat Paloma | 1 h 28 min 16 s |
| 2 | Antonio Bertrán   | Ferrys               | m.t.            |
| 3 | Carlos Echeverría | Kas                  | m.t.            |

|   | Cycliste          | Équipe               | Temps           |
| - | ----------------- | -------------------- | --------------- |
| 1 | Adriano Passuello | Ignis                | 6 h 50 min 56 s |
| 2 | Ramón Sáez        | Inuri-Margnat Paloma | m.t.            |
| 3 | Marino Vigna      | Ignis                | m.t.            |

|   | Cycliste                | Équipe | Temps            |
| - | ----------------------- | ------ | ---------------- |
| 1 | Antonio Gómez del Moral | Kas    | 27 h 24 min 23 s |
| 2 | Carlos Echeverría       | Kas    | + 6 min 14 s     |
| 3 | Roberto Poggiali        | Ignis  | + 7 min 02 s     |

### 8eétape[8]
19-09-1965: Castelldefels - Barcelone, 68,0 km :
|   | Cycliste          | Équipe                   | Temps           |
| - | ----------------- | ------------------------ | --------------- |
| 1 | Valentín Uriona   | Kas                      | 1 h 43 min 44 s |
| 2 | Édouard Delberghe | Pelforth-Sauvage-Lejeune | m.t.            |
| 3 | Imerio Massignan  | Ignis                    | m.t.            |

|   | Cycliste                | Équipe | Temps            |
| - | ----------------------- | ------ | ---------------- |
| 1 | Antonio Gómez del Moral | Kas    | 29 h 08 min 07 s |
| 2 | Carlos Echeverría       | Kas    | + 6 min 14 s     |
| 3 | Roberto Poggiali        | Ignis  | + 7 min 02 s     |

## Classement général
|    | Cycliste                | Équipe                   | Temps            |
| -- | ----------------------- | ------------------------ | ---------------- |
| 1  | Antonio Gómez del Moral | Kas                      | 29 h 08 min 07 s |
| 2  | Carlos Echeverría       | Kas                      | + 6 min 14 s     |
| 3  | Roberto Poggiali        | Ignis                    | + 7 min 02 s     |
| 4  | Ginés García            | Inuri-Margnat Paloma     | + 7 min 17 s     |
| 5  | Antonio Suárez Vázquez  | AC Montjuïc-Tedi         | + 9 min 25 s     |
| 6  | Imerio Massignan        | Ignis                    | + 9 min 30 s     |
| 7  | Hans Junkermann         | Inuri-Margnat Paloma     | + 9 min 49 s     |
| 8  | Johny Schleck           | Pelforth-Sauvage-Lejeune | + 9 min 54 s     |
| 9  | Francisco Gabica        | Kas                      | + 9 min 54 s     |
| 10 | Valentín Uriona         | Kas                      | + 11 min 07 s    |

## Classements annexes
|   | Cycliste           | Équipe | Points |
| - | ------------------ | ------ | ------ |
| 1 | Joaquín Galera     | Kas    | 38     |
| 2 | Joao Peixoto Alves | Olsa   | 34     |
| 3 | Francisco Gabica   | Kas    | 16     |

|   | Cycliste       | Équipe               | Points |
| - | -------------- | -------------------- | ------ |
| 1 | Francisco Suñé | Ferrys               | 12     |
| 2 | Ramón Sáez     | Inuri-Margnat Paloma | 6      |

|   | Cycliste                | Équipe | Points |
| - | ----------------------- | ------ | ------ |
| 1 | Imerio Massignan        | Ignis  |        |
| 2 | Antonio Gómez del Moral | Kas    |        |
| 3 | Carlos Echeverría       | Kas    |        |

|   | Équipe               | Pays    | Temps             |
| - | -------------------- | ------- | ----------------- |
| 1 | Kas                  | Espagne | 116 h 59 min 43 s |
| 2 | Ignis                | Italie  | + 19 min 02 s     |
| 3 | Inuri-Margnat Paloma | France  | + 1 min 58 s      |